# Testina fonografica

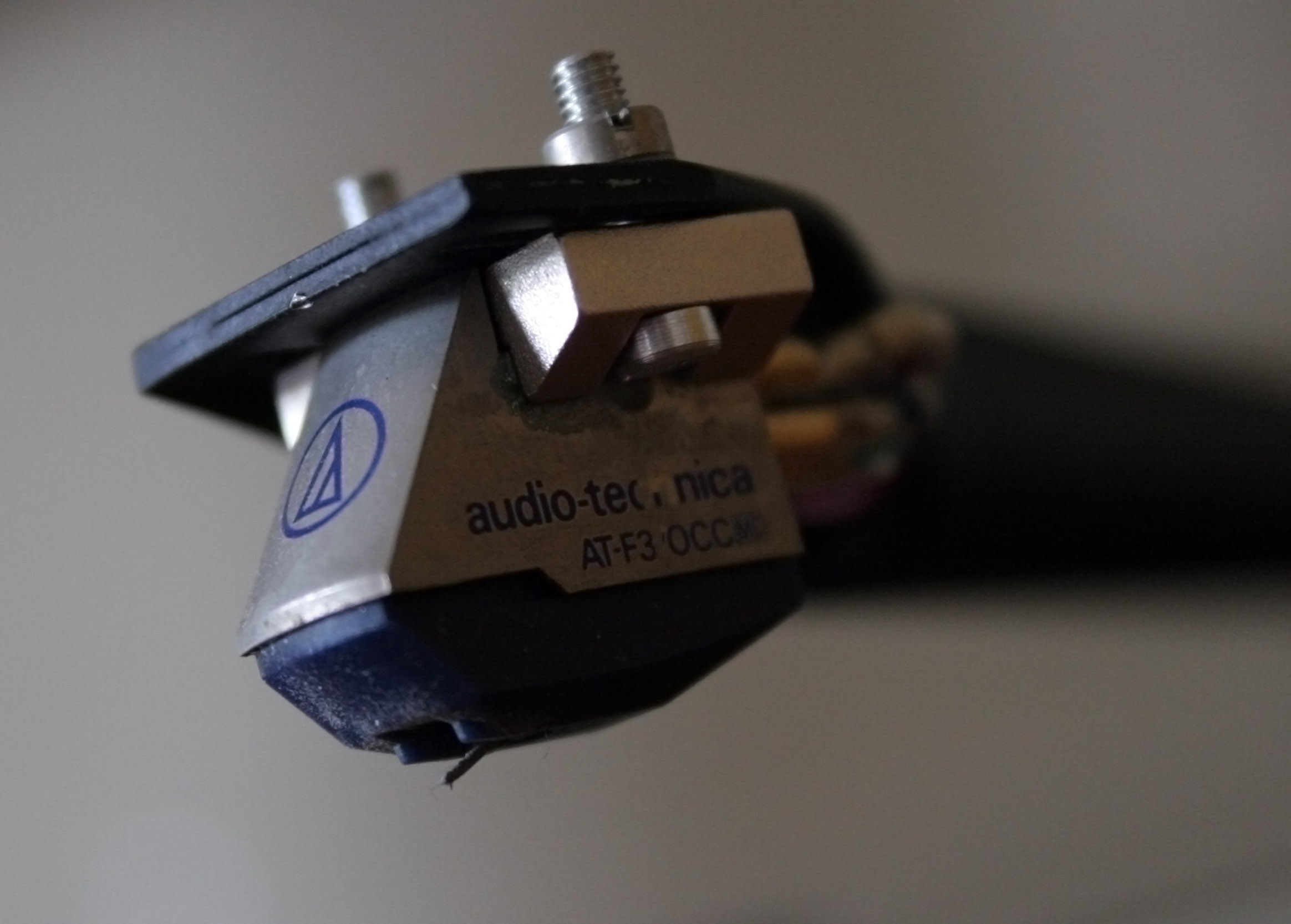
Testina di lettura fonografica

La testina fonografica (detta anche fonorivelatore) è il trasduttore utilizzato nei giradischi per rilevare la traccia audio dei dischi in vinile, per mezzo della puntina, detta anche pick-up.

## Storia
Il primo tipo commerciale di testina fonografica fu introdotto nel 1925. Sebbene elettromagnetica, era molto distante dalle recenti elettromagnetiche: conteneva un voluminoso magnete a ferro di cavallo e impiegava la stessa tecnologia “usa e getta” delle puntine in acciaio che furono lo standard di registrazione dei primi dischi apparsi a fine ‘800. Il peso di tracking fu specificato in once non in grammi. Questo tipo di pick-up dominò il mercato fino a quasi tutti gli anni ‘30, ma sul finire del decennio fu rimpiazzata dal tipo piezoelettrico. L'uso di puntine a vita breve era comunque lo standard. Nel secondo dopoguerra, al posto di lettori con pick-up pesanti, vennero introdotte testine con puntine a lunga vita in zaffiro o metalli duri come l'osmio. Comunque, le incisioni per uso domestico giravano a 78 giri ed erano fatte di materiale abrasivo come la gommalacca atta a ospitare la puntina nel solco.
L'introduzione dei 33 1/3 giri in vinile, dei LP "album" nel 1948 e del 45 giri "singolo" nel 1949 spinse i consumatori ad aggiornare i lettori giradischi con testine fonografiche dotate di puntine "microsolco". Zaffiro e diamante divennero materiali standard. Le nuove puntine vennero installate in piccole e leggere testine piezoelettriche di cristallo o ceramica. Testine ceramiche continuarono ad essere usate in giradischi "retro" e portatili, data la loro resistenza agli urti. Durante gli anni '50 una nuova generazione di testine magnetiche apparve sul mercato, incontrando il favore degli audiofili vista la loro superiore alta fedeltà. Divennero ben presto lo standard in tutti i lettori giradischi, economici e hi-fi; lo sono ancora oggi.

## Descrizione generale
È collegata al supporto meccanico tramite una lamina metallica flessibile, segue il solco del disco trasmettendo le vibrazioni alla testina che mediante diversi sistemi le traduce in segnali elettrici e genera il segnale da amplificare. La testina, collegata meccanicamente al braccio del giradischi, contiene anche i collegamenti elettrici necessari per trasferire il segnale generato alla sezione di pre-amplificazione dell'impianto di riproduzione del disco.
Esistono tre tipologie di testine fonografiche: piezoelettriche, ceramiche e magnetiche. Le piezoelettriche e le ceramiche sono molto simili, hanno un livello di segnale uscita piuttosto elevato quindi non hanno bisogno di preamplificazione del segnale in uscita. Per la loro conformazione hanno però l'inconveniente di esercitare una pressione più elevata sui dischi, rovinandoli dopo ripetuti ascolti. Inoltre non riescono a riprodurre le frequenze più elevate limitando di fatto la fedeltà di ascolto. Per questi motivi questi due tipi di testine non sono stati più utilizzati negli apparati audio, dando la preferenza alle testine magnetiche.

## Classificazione

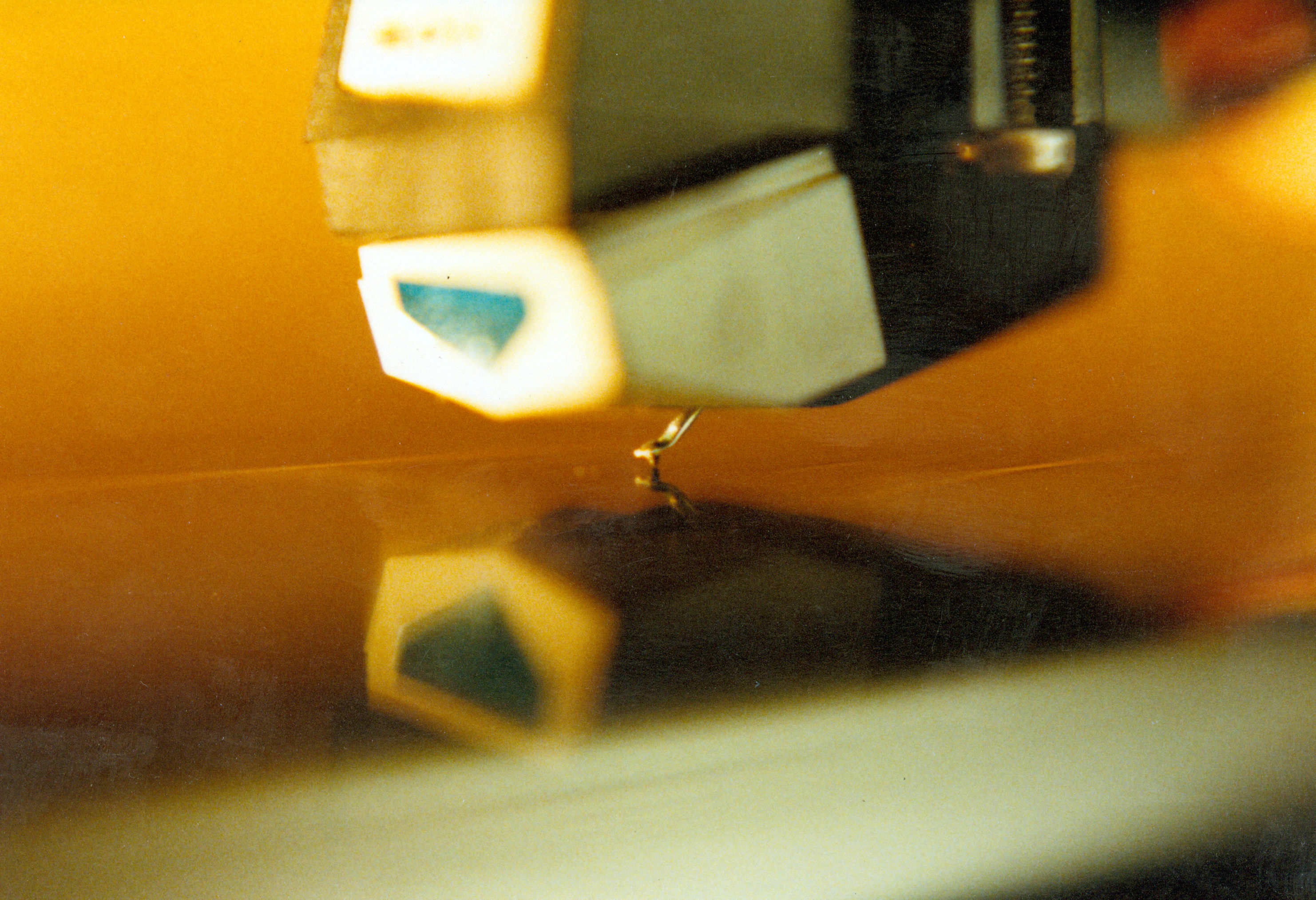
Testina con la puntina appoggiata su un disco in vinile

Nei sistemi hi-fi i pickup sono a Magnete Mobile o a Bobina Mobile (Moving Coil).
Comparate alle testine a cristallo o ceramiche, le magnetiche hanno una risposta ad alta fedeltà e un'usura inferiore dei solchi dei dischi, esercitando minor pressione sugli stessi; il peso di tracking è basso. Per contro hanno un'uscita con tensione inferiore, dell'ordine di millivolt, richiedendo amplificazione elettrica maggiore.

### Magnete mobile (MM) e Moving Iron (MI)

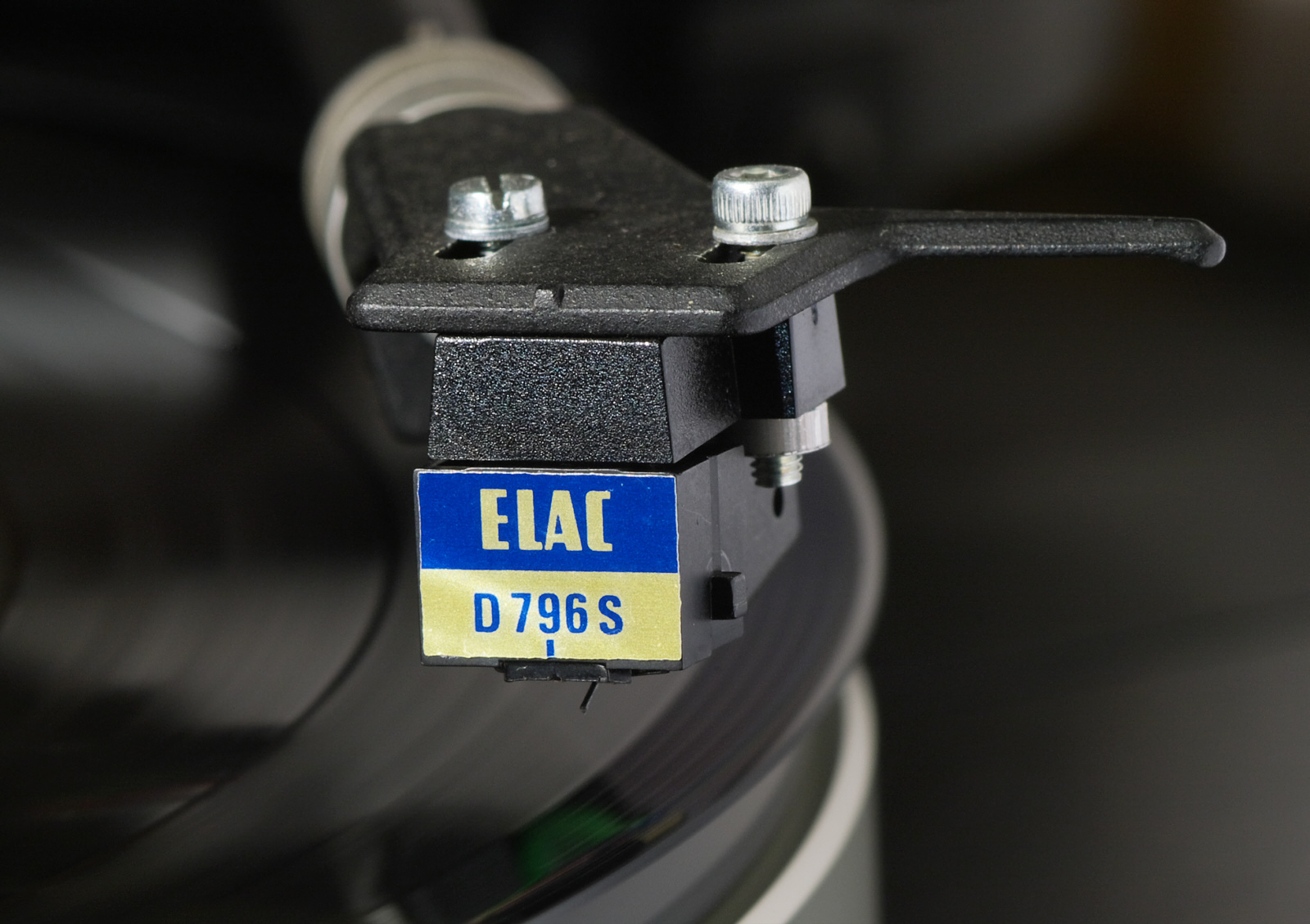
Testina MM su un giradischi

Nei sistemi a magnete mobile, la puntina muove un magnete permanente, che è posizionato tra due bobine fisse (in testine stereofoniche), formando un generatore elettromagnetico. Come il magnete vibra in accordo con la puntina seguendo il microsolco, l'induzione elettromagnetica produce corrente nelle bobine.
Dato che il magnete è piccolo e con piccola massa, e non è accoppiato meccanicamente al generatore (come nei sistemi ceramici), la puntina segue i solchi fedelmente, con minor peso e usura.
Le testine a ferro mobile (Moving iron) e i sistemi a magnete indotto (ADC ne è un esempio) hanno un pezzo mobile in ferro o lega ferrosa, accoppiata alla puntina, mentre un magnete permanente è sopra le bobine, creando il necessario flusso magnetico.

### Moving Coil (MC)
Il sistema MC è ancora un generatore elettromagnetico, ma con il magnete e le bobine in posizione opposta: le bobine sono attaccate alla puntina e si muovono all'interno del campo magnetico permanente.
Le bobine sono piccole e fatte di filo fine avvolto. Poiché il numero di avvolgimenti, che possono essere supportati in tale armatura è piccolo, il livello di tensione di uscita è corrispondentemente piccolo. Il segnale risultante è di poche centinaia di microvolt, e quindi più facilmente suscettibile dal rumore, ronzio indotto. È più difficile progettare un preamplificatore con gli ingressi di rumore estremamente bassi necessari per la bobina mobile, quindi un trasformatore è spesso usato. Tuttavia, ci sono testine ad "alto rendimento" a bobina mobile che hanno livelli di output simile a testine MM. Le testine a bobina mobile sono strumenti di precisione estremamente piccoli e sono generalmente costose, ma sono spesso preferite dagli audiofili data la performance acustica migliore.

### Moving Micro Cross (MMC)
Il sistema MMC fu inventato e brevettato da Bang & Olufsen. La testina MMC è una variante della Moving Iron (MI). Magneti e bobine sono fissi mentre una crociera (micro cross) si muove solidale con la puntina, variando la distanza tra i bracci della croce e i magneti. Caratteristica della MMC è che permette una maggior separazione tra i canali, data dal movimento su due assi.

### Magnete mobile contro Bobina mobile
Le testine a magnete mobile sono più comunemente di "fascia bassa", mentre la "fascia alta" tende ad essere dominata dalla bobina mobile. Il dibattito su chi fra MM o MC in ultima analisi riproduca il suono migliore è spesso acceso e soggettivo. La distinzione tra i due tipi è spesso offuscata da considerazioni di costo e di design, ossia può una cartuccia MC che richiede un altro step-up di amplificazione, competere con testine MM che non necessitano di preamplificazioni? Ogni tanto un prodotto nuovo riapre il dibattito.
- Le testine MC offrono una induttanza e impedenza molto basse, ovvero una capacità, nel cavo che arriva al preamplificatore, trascurabile, al contrario della MM. La capacità del cavo nelle MM riduce la risposta in frequenza e la linearità di fase, peggiorando il suono.
- Le testine MC muovono masse minori. Ma anche le testine MM lo possono. Per esempio, lo stato dell'arte Technics EPC-100CMK4 con 0.055 mg di massa effettiva è a magnete mobile. Per contro una Denon DL-301 a bobina mobile ha una massa effettiva di 0.270 mg.
- Molto significativo per la riproduzione sonora è il tipo di puntina (forma e leva), indipendentemente dal motore MM o MC.

### London Decca
La Decca Records produsse le "Decca phono cartridges" furono le uniche ad avere magnete e bobina fissi. Puntina in diamante, un pezzo di ferro, e una leva ad L fatta di acciaio paramagnetico. Poiché il ferro era posizionato molto vicino alla punta (meno di 1 mm), i movimenti della punta seguivano con grande precisione il solco. Gli ingegneri Decca la chiamarono "scansione positiva". La conformità verticale e laterale era controllata dalla forma e dallo spessore del cantilever. Le testine Decca avevano la reputazione di essere molto fedeli, tuttavia le prime versioni necessitavano una forza di tracking, cioè una pressione della puntina sul disco, più alta rispetto alla concorrenza, facendo registrare maggior usura del disco stesso.